# Heistad
Heistad is een plaats in de fylke Telemark in Noorwegen en ligt ten noorden van Brevik en ongeveer 9 km ten zuiden van de stad Porsgrunn.